# Gry Tofte Ims
Gry Tofte Ims (Sandnes, 2 marzo 1986) è una calciatrice norvegese, centrocampista del Klepp e della nazionale norvegese.

## Carriera

### Club
Dal 2003 veste ininterrottamente la maglia del Klepp, giocando in Toppserien, nella massima serie norvegese, ottenendo come miglior risultato il quinto posto nella stagione 2005.

### Nazionale
Ha giocato in tutte le principali nazionali giovanili norvegesi, dall'Under-17 all'Under-23.
Dal 2010 gioca nella nazionale maggiore, con la quale ha esordito il 13 gennaio nel torneo La Manga nella partita disputata contro la Cina e ha partecipato, pur non essendo stata mai impiegata, all'europeo di Svezia 2013, laureandosi vicecampionessa d'Europa, e ai Mondiali di Germania 2011  e Canada 2015.